# Al-Jahiz
al-Jāḥiẓ (en árabe الجاحظ), cuyo nombre real era Abu Uthman Amr ibn Bahr al-Kinani al-Fuqaimi al-Basri (Basora, hacia el 781-diciembre de 868 o enero de 869) fue un famoso intelectual árabe, del que se cree que tenía ascendencia afroárabe de África Oriental. Fue un escritor de prosa en árabe y autor de obras de literatura árabe, biología, zoología, historia, filosofía islámica, psicología, Mu'tazili Kalam (teología) y polémicas político-religiosas.
Además, fue el primero en sugerir la transformación de las especies animales, cuyo mecanismo se basaba en tres principios:
- La voluntad de Dios y Su Poder, El puede transformar una especie en otra cuando quiera.

- La lucha por la existencia, que para Al Jahiz es una ley decretada por Dios para preservar el equilibrio en la naturaleza.

- El efecto del clima, la alimentación y la adaptación de los animales a ambientes cambiantes debido a las migraciones, lo que provoca el uso y el desuso de los órganos.

## Contexto social y cultural

Rojo oscuro: Expansión en la época de Mahoma, 622-632. Rojo medio, Expansión durante el Califato Ortodoxo, 632-661. Color claro, Expansión durante el Califato Omeya, 661-750.

Para hacer una radiografía de la época que le tocó en suerte, nos podemos remontar a la caída del califato Omeya (132 de la Hégira) o incluso antes, a los años que siguieron a la muerte de Mahoma y que son fundamentales al dejar ese vacío espiritual, ese desorden sucesorio a resolver. Predomina una división entre los árabes del norte y del sur, y por tanto, nos encontramos distintas escuelas gramaticales con su subsiguiente rivalidad. Se trata de probar la inimitabilidad del Corán, eterno, increado y por tanto, perfecto. La lengua pasa así a adquirir cualidades metafísicas y es tarea de los gramáticos (considerados piadosos al desempeñar su tarea) enseñar cómo se debe hablar, establecer una normativa, que a su vez expresará el alto rango y dignidad social de cada uno. Se trata de demostrar la armónica interrelación entre espíritu-lenguaje-naturaleza-Inteligencia Suprema. Ello explica el desarrollo de distintas escuelas exegéticas, entre las que predomina finalmente la exigencia de suprimir juicios personales, que no se logra del todo, ya que algunos comentaristas introducen camuflado su parecer. 
Para situar el contexto en que vivió este prolífico autor, basta decir cuán debilitado se hallaba el poder, con una burocracia acaparadora y corrupta que arrastraba una gran pérdida financiera, en parte por la reducción de territorios tributarios (Dhimmi) del gobierno y quizá lo más importante, la antagónica relación sociocultural entre árabes propiamente dichos y arabizados (que el origen de alguien no estuviera perfectamente claro era signo de infamia, de ahí que hallemos tantas genealogías inventadas o distorsionadas). Sin embargo, a nivel literario, estos enfrentamientos pronto se hicieron fructíferos por medio de la ingeniosa y punzante sátira costumbrista, basada en una confrontación argumentada. 

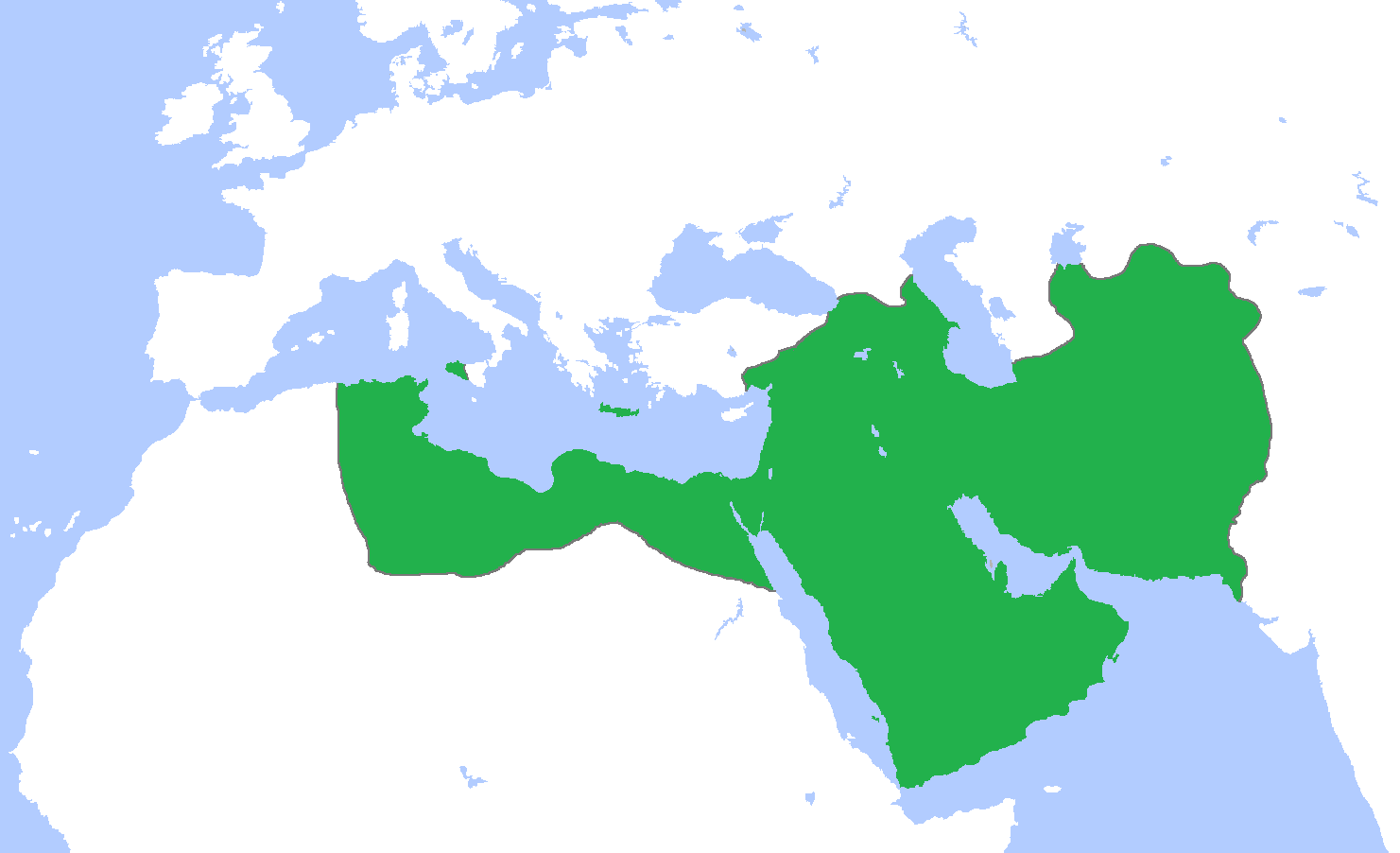
Mapa del imperio abasí hacia el año 850

A principios del siglo VIII, los crisoles culturales se concentran en ciudades iraquíes: Basora, la capital provinciana de nuestro protagonista, observa una rica actividad intelectual durante los tres primeros siglos del Islam, pero una vez muerto al-Jahiz, languidece. Como ocurre en todas las épocas, hay una crucial separación entre los conocimientos que interesan y los que no. Habrá una carga ideológica y social muy fuerte, el islam era el Estado, lo secular es impensable. Entre la amalgama de saberes, destaca el Derecho (fiqh), que incluye las prescripciones sociales y las obligaciones de culto y era uno de los medios legitimados para difundir y salvaguardar las raíces religiosas. 
Uno de los movimientos ideológicos centrales, cuyo principal difusor es al-Jahiz, es el mu’tazilismo, de Mu'tazili (en árabe: المعتزلة, al-mu'tazila), cuya base es un riguroso monoteísmo, donde la Creación es un mero accidente y el hombre puede decidir con libertad. Para llegar a la verdad utilizan la vía de la razón, lo que los sitúa en oposición a los sunníes. A nivel político, su intención era establecer un imamato (sobre el que al-Jahiz teoriza sin vinculaciones políticas) de poder autoritario, hostil a los Omeyas y que consigue ser la doctrina oficial del Estado por espacio de veintidós años, desde el año 827 hasta el 849.

## Origen del nombre
Ya hemos leído el larguísimo patronímico de nuestro autor. Al-Jahiz en realidad alude solo al mote que le pusieron debido al defecto físico de que hacía gala en el día a día: unos ojos muy saltones (exoftalmia) que le ocasionaron no solo burlas, sino fracasos personales (el califa le rechazaría por ese motivo). Otro apelativo que encontró menor difusión, pero de exacto significado, es el de al-Hadaqi.

## Vida de al-Jahiz

### Juventud
Nació en un entorno muy humilde, y se tiene constancia de que uno de sus abuelos fue un sirviente negro, camellero o portero, de ahí su piel atezada que inducía a pensar que pudiera ser abisinio. Uno de sus principales investigadores, Charles Pellat, sitúa como fecha de su nacimiento el año 160 de la Hégira, 776 de nuestra era. De su educación se sabe poco (solo que no llegó a especializarse en nada, antes intenta procurarse una vasta cultura enciclopédica a través de los libros), el dominio del lenguaje popular lo adquiere en zocos, mezquitas, escuchando discusiones de mercaderes, y no en el período en que asiste a la escuela coránica primaria (kuttab), altamente desprestigiada en la época. El contacto con la cultura griega (Aristóteles entre otros) recién tiene lugar en plena madurez. Trabas de orden económico le imposibilitan en muchos casos una dedicación profunda al trabajo intelectual, pues sobrevive a base de regalos de mecenas a los que dedica sus obras, donaciones en tierras y una pensión más adelante. 
Sus primeras obras lo acercan a la corte y le procuran la aceptación del califa al-Mamun, son de carácter político (relativas al imanato ya mencionado) y en defensa de la dinastía abasí, del arabismo frente a cualquier otra cosa. Fue maestro de retórica de una destacada escuela mu’tazilí y compiló obras de la antigüedad preislámica y del primer Islam, labor de un valor incalculable para los que posteriormente han llevado a cabo un estudio exhaustivo de estas épocas. 
Viaja mucho por Siria, el imperio bizantino y el norte de Irak (datos proporcionados por él mismo), y esto es crucial, ya que era un requisito esencial para la validez de sus estudios en la época el hecho de que hubiera sido testigo ocular. En su vejez, ya enfermo, regresa a Basora donde continúa, según su costumbre, visitando a filólogos, lexicógrafos y todo aquel que reuniera versos del Profeta o de la Antigüedad preislámica. Se concentra en trabajos puramente literarios aparcando lo político, desengañado porque no recibió apoyo por su ideología y disgustado con el estado general de las cosas.

### Últimos años
Murió con más de ochenta años, de una hemiplejía que lo había semiparalizado, en el año 255 de la Hégira, 868/9 de nuestra era (esta fecha es la única fiable de su biografía).

## La importancia de su obra
Hemos de empezar remarcando el que es su mayor mérito: Al-Jahiz es el fundador de la prosa en lengua árabe, exceptuando el Corán. Se le ha bautizado, por ello, como “el primer gran prosista”. 
Se le reconocen o atribuyen unas 193 obras, según Charles Pellat, de las que nos han llegado intactas treinta, más otras cincuenta en estado fragmentario. Su extensión es bien diversa, desde unas pocas páginas a tomos enteros. 
Su enorme producción, ante el problema de la diversidad temática, se puede dividir en tres grandes géneros:
1. El Adab, un equivalente del cristiano género literario de la instrucción de príncipes.
2. La teología Mu'tazili.
3. Ensayos de polémica religiosa.

Es uno de los primeros autores de estudios de costumbres, y ofrece un cuadro exacto desde la óptica analítica que brinda su actitud racionalista, crítica y burlona hacia las gentes que actúan movidas por prejuicios (en muchos casos, los religiosos y sus manías). Esta actitud provocadora produjo escándalo en su tiempo pero también una contrarespuesta (necesaria) didáctica en la que explicaba sus motivos.
Antes hemos mencionado su cultura enciclopédica, de ahí que en su estilo haya inconsistencias de desorden armónico, tales como pasar de enumerar y describir juegos y alusiones, prácticas mágicas, a introducir un tratado de erudición libresca. De ahí que posteriormente se hayan censurado sus “excesos risueños”.
El segundo de sus notables méritos –otra de sus muestras de genio- responde a la necesidad que dominaba su tiempo de codificar, ordenar, redactar y difundir los materiales presentes (de todas las disciplinas: poesía, filología, ciencias) que los dos siglos de su era habían dado. De ahí procede su afán didáctico, su vena moralista, que conserva lo adquirido y fundamenta los propios valores a través de una labor de síntesis y concisión. 
A su vez, hay un interés psicologizante en algunas de sus obras, como la Epístola sobre la nobleza, el dárselas de noble y contra el orgullo: 

“Uno de los rasgos fundamentales de la nobleza reside en saber humillarse ante un inferior, tratar correctamente a los iguales y manifestar una limpia independencia hacia el superior”.
al-Jāḥiẓ: Epístola sobre la nobleza, el dárselas de noble y contra el orgullo

Sus juicios se basan en la experimentación, la observación o en lecturas adquiridas, dentro de un cauce y un tono lógico-reflexivo. Defiende, por ejemplo, la importancia de la educación y el medio ambiente, rechaza el determinismo previo habiendo sufrido él el papel destacado de los factores genéticos y físicos en su sociedad. En la obra Las esclavas cantoras (traducida al inglés y al francés por Pellat), habla sobre las esclavas profesionales y sus argucias para vaciar la bolsa a los clientes ingenuos, a los que hacen enloquecer con mil y una variadas artimañas. Al-Jahiz lo cuenta con una visión mecanicista de las relaciones humanas, teñida de un pesimismo regeneracionista. No se puede decir que defienda a la mujer, pero por ejemplo sí se muestra sorprendido ante la actitud de aquellos que censuran a las mujeres libres que vuelven a casarse tras el repudio. 
Todos los temas que trata son del interés de su época y mencionaremos solo unos cuantos: los presagios a través del vuelo de las aves (zayr), supersticiones variadas o la piedra filosofal. De esta amalgama de fantasías usuales entre sus coetáneos hace escarnio al-Jahiz. Emplea la duda científica como método planteando muchos interrogantes que se quedan sin respuesta (con la pretensión de dejar patente a su vez la completa ignorancia del interlocutor). Es un hombre con las preocupaciones del momento, que tiñe de belleza expresiva. 

### Adab
El género adab o instrucción de príncipes está conformado por una prosa miscelánea cuyo fin primordial es instruir y agradar (un docere et delectare al uso). El autor no construye, pues, sino que interviene en la selección, presentación y comentario de lo que recoge, textos que ofrecerá al buen juicio y sensibilidad del receptor. No se trata de un ensayo como entendemos en Occidente, entre otras cosas, por la enorme variedad de los temas, enlazados en una concatenación sin pies ni cabeza en muchos casos, de una monumentalidad mastodóntica (se cede en profundidad para ganar en extensión) y de difícil lectura estando fuera del trasfondo histórico, literario y social. Según Charles Pellat, el adab reúne una moral práctica de conocimientos profanos no presente en los textos religiosos, pero no contraria a ellos, por lo que se convierte en una fuente de educación más específica, con la que salpicar las conversaciones con anécdotas, chascarrillos o versos muy del gusto árabe. En el adab se enmarcan tres planos: el moral, el social y el intelectual. El último caso engloba manuales. 
En el segundo de nuestros grandes grupos, al-Jahiz deja de lado prudentemente el islam y a sus adversarios sunníes, criticando asuntos más generales y preislámicos: la creencia en genios o el culto de ídolos. 
En el último grupo encontramos obras de tema político-religioso centradas en disputas políticas contemporáneas, como las causas de la división de la comunidad.

## Influencia posterior
Otro de los aspectos olvidados de al-Jahiz es su trascendencia en la formación árabe posterior, enmascarada en parte tras el carácter jocoso de muchos de sus escritos, que encierran un trasfondo filosófico y social. Su repercusión medieval fue grande: se lo cita frecuentemente, se reproducen fragmentos completos y abundan las copias de sus obras. Del que fue su continuador en la labor cultural, Ibn Qutayba, podemos citar, en palabras suyas: 

“Al-Jahiz es el más fuerte en el arte de hacer lo pequeño grande y lo grande pequeño; es capaz también de probar los términos contrarios de todas las cosas” 
 Ibn Qutayba

Lo dicho, al-Jahiz es todo un clásico de la literatura árabe, su precursor en muchos sentidos y una mina a la hora de estudiar la época en que vivió.

## Obras

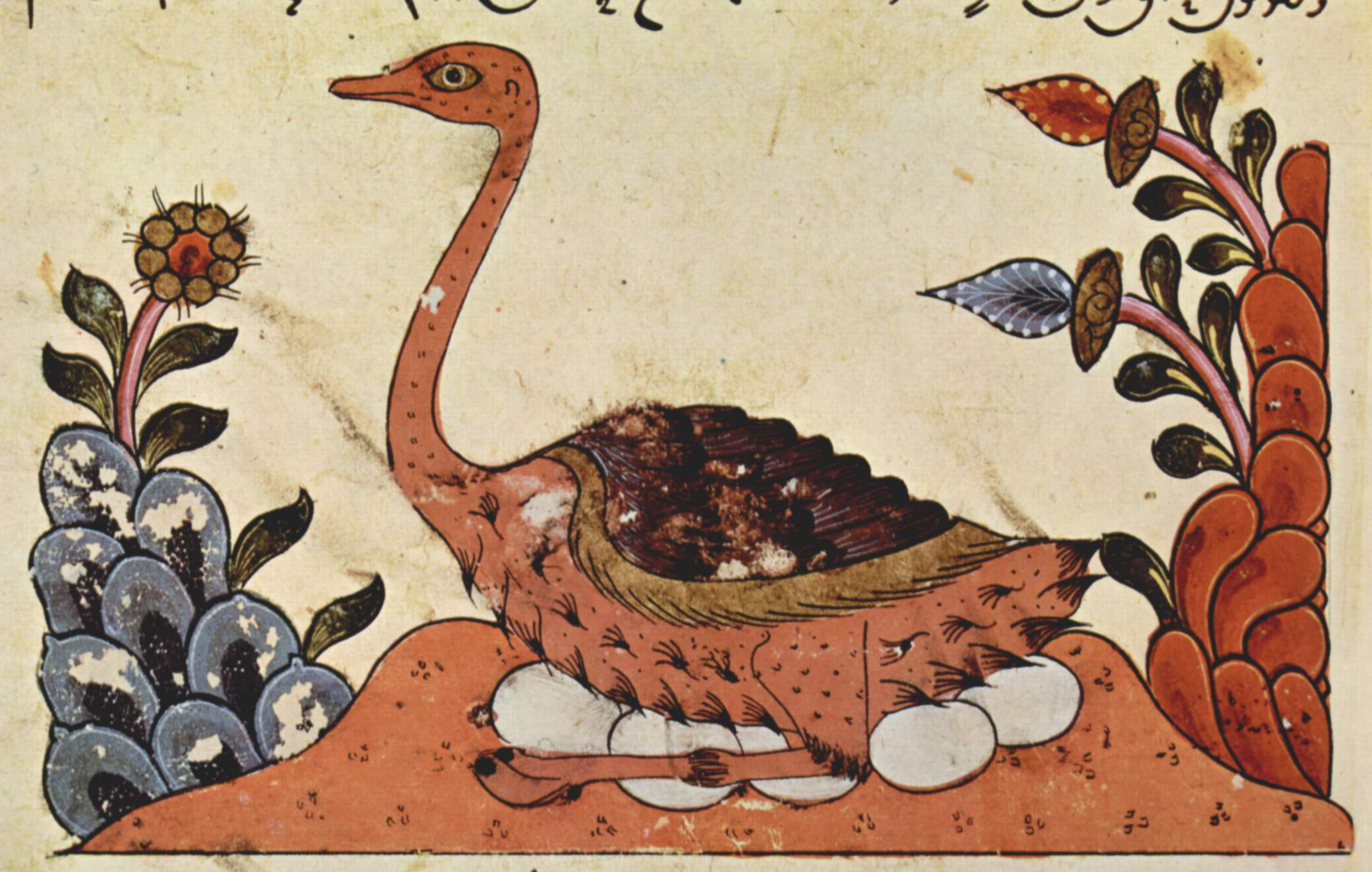
Imagen del Kitab al-Hayawan (Libro de los animales) de Al-Jahiz. Representa una avestruz arabiga Struthio camelus syriacus.

- El Libro de la elocuencia y de la clara exposición (Kitab al-Bayan wa al-Tabyin)
- El Libro de los animales (Kitāb al-hayawān (كتاب الحيوان)
- Libro de las utilidades de las mulas (K.manafi al-bigal)
- La claridad y la aclaración (K. al-bayan wa-t-tabyin)
- Libro de los países (Kitab al-buldan)
- Contra cristianos y judíos (K.alà n-nasarà wa-l-yahud)
- Las esclavas cantoras
- Epístola sobre la nobleza, el dárselas de noble y contra el orgullo (Risalat an-nubl wa-t-tanabbul wa-damm al-kibr)
- El Libro de los avaros[4] (Kitab al-Bukhala)
- Clasificación de las artimañas de quienes roban por el día y pormenor de los ladrones nocturnos[5]

## Imágenes

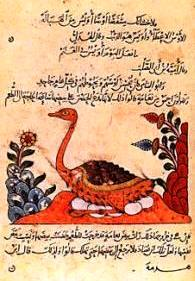
Imagen del Kitab al-Hayawan (Libro de los animales) de Al-Jahiz.
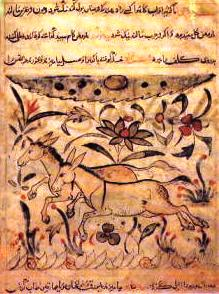
Imagen del Kitab al-Hayawan (Libro de los animales) de Al-Jahiz.
- Imagen del Kitab al-Bayan wa al-Tabyin (El Libro de la elocuencia y de la clara exposición) de Al-Jahiz.